# Peter Gill
Peter Gill (Cardiff, 7 settembre 1939) è un regista teatrale, drammaturgo, direttore artistico ed ex attore gallese.

## Biografia
Peter Gill è nato a Cardiff, figlio di Margaret Mary Browne e George John Gill. Dopo aver lavorato a lungo sulle scene come attore dal 1957 al 1964, nel 1965 fece il suo esordio alla regia con A Collier's Friday Night di D. H. Lawrence. Nello stesso anno è diventato assistente alla regia del Royal Court Theatre, mentre nel 1970 è stato promosso a regista associato dello stesso teatro. Qui, si è fatto notare per aver riportato in auge le opere teatrali di Lawrence e per le proprie opere, tra cui The Sleepers' Den e Over Gardens Out.
Nel 1976 Gill è diventato direttore artistico dei Riverside Studios e ha continuato a occupare la carica fino al 1980. In questo periodo ha diretto Come vi piace con Zoë Wanamaker e Jane Lapotaire (1976), ha adattato e diretto Il giardino dei ciliegi di Čechov (1978) e curato la regia di classici come Misura per misura (1979) e Giulio Cesare (1980). Dal 1980 al 1997 è stato regista associato del National Theatre di Londra e durante questo periodo ha diretto apprezzati allestimenti di Un mese in campagna (1981), Don Giovanni (1981), Molto rumore per nulla (1981), La morte di Danton (1982), Il maggiore Barbara (1982), Antigone (1983), Pazzo d'amore (1983) e Mentre morivo (1985).
Come regista freelance, Gill ha curato la regia indipendenti di numerosi classici del teatro sulle scenen inglesi e canadesi, lavorando spesso con la Royal Shakespeare Company (RSC). Tra le sue numerose regie si ricordano Hedda Gabler (Stratford, 1970), La dodicesima notte (Stratford, 1974), La via del mondo (Londra, 1992) e Zio Vanja (Londra, 1995). In veste di drammaturgo è noto soprattutto per il dramma The York Realist, esordito a Lowry nel 2001.

## Opere teatrali
- The Sleepers Den, 1965
- Over Gardens Out, 1969
- Small Change, 1976
- Kick for Touch, 1983
- In the Blue, 1985
- Mean Tears, 1987
- Cardiff East, 1997
- The Look Across the Eyes, 1997
- Certain Young Men, 1999
- The York Realist, 2001
- Friendly Fire, 2002
- Lovely Evening, 2005
- The York Realist, 2002
- Original Sin, 2002
- Another Door Closed, 2009
- Versailles, 2014
- As Good A Time As Any, 2015
- Certain Young Men, 2017

## Filmografia (parziale)

### Attore
- Ponte di comando (H.M.S. Defiant), regia di Lewis Gilbert (1962)
- Zulu, regia di Cy Endfield (1964)